# Agathisanthemum
Agathisanthemum là một chi thực vật có hoa trong họ Thiến thảo (Rubiaceae).

## Loài
Chi Agathisanthemum gồm các loài: